# Кормье, Дэниел
Дэниел Райан Кормье (англ. Daniel Ryan Cormier; род. 20 марта 1979, Лафейетт, Луизиана, США) — американский спортсмен, выступавший в смешанных единоборствах. Экс-член сборной США по вольной борьбе. Участник Олимпийских игр 2004 и 2008 годов. Бывший чемпион в полутяжёлой и тяжёлой весовых категориях UFC.. Sherdog ставит Кормье на первое место в полутяжёлом весе и на первое место в списке лучших бойцов вне зависимости от весовой категории по состоянию на 2018 год.
В своём активе имеет значительное количество побед над такими известными бойцами, как Антонио Силва, Джефф Монсон, Джош Барнетт, Фрэнк Мир, Дэн Хендерсон, Энтони Джонсон, Александр Густафссон, Андерсон Силва и Стипе Миочич

## Биография
Дэниел Кормье родился 20 марта 1979 года в городе Лафейетте, штат Луизиана, США в семье Джозефа и Одри Кормье, также у него есть старший брат Джозеф, сестра Фелиция и младший брат Феррал.

## Вольная борьба
Учась в средней школе, Дэниел серьёзно увлекся борьбой. Он стал трёхкратным чемпионом школы штата Луизианы. В старших классах средней школы Нортсайд Дэниел увеличивал число своих побед. За все время выступлений он проиграл лишь дважды. После окончания школы Кормье поступил в Colby Community College, где он дважды выигрывал национальный чемпионат.
После колледжа Дэниэл продолжил любительскую карьеру борца. Он входил в состав сборной США на чемпионате мира по вольной борьбе в 2007 году и на Летних Олимпийских играх 2008 г. Также Дэниел Кормье представлял команду Oklahoma Slam в лиге Real Pro Wrestling, в которой он стал первым и единственным чемпионом в весовой категории до 96 кг (211 фунтов). На Олимпиаде в Афинах в 2004 году стал четвёртым.
По итогам 2007 года был обладателем приза Джона Смита, вручаемого лучшему борцу-вольнику года в США.

## Смешанные боевые искусства
После завершения выступлений в соревнованиях по вольной борьбе Дэниел Кормье решил попробовать себя в смешанных боевых искусствах. Тренируется Дэниел в Американской Академии кикбоксинга (AKA) с одними из лучших бойцов MMA, такими как Кейн Веласкес, Джош Косчек, Джон Фитч и Хабиб Нурмагомедов.

### Strikeforce
Подписав контракт со Strikeforce, Кормье дебютирует на шоу Strikeforce Challengers: Kennedy vs. Cummings. В своем дебютном бою он победил Гари Фрейзера техническим нокаутом. Во втором поединке Дэниел отправил в нокаут Джона Дивайна.
31 июля 2010 года Кормье стал обладателем чемпионского титула XMMA в супертяжелом весе, победив техническим нокаутом будущего регулярного чемпиона мира по боксу Лукаса Брауна на турнире «Xtreme MMA 2».
Всего лишь две недели спустя он выиграл свой второй чемпионат MMA, победив Тони Джонсона на KOTC: Imminent Danger.
В ноябре 2010 года Дэниел защитил титул XMMA в бою с Соа Palelei.
Следующий бой Дэниел Кормье провел на турнире Strikeforce Challengers: Woodley vs. Saffiedine, где он победил Девина Коула единогласным решением судей.

### Strikeforce Heavyweight Grand Prix
На Strikeforce: Overeem vs. Werdum Кормье был сильнее ветерана MMA Джеффа Монсона.
10 сентября 2011 года Кормье послал в нокаут бразильца Антонио Сильву на турнире Strikeforce World Grand Prix: Barnett vs. Kharitonov. Эта победа вывела американца в финал турнира, где он 20 мая 2012 года встретился с Джошем Барнеттом. В напряжённом бою, продлившемся пять раундов, Кормье одержал победу единогласным решением судей и стал чемпионом Grand Prix Strikeforce в тяжёлом весе.

### UFC
После своего последнего боя с Дионом Старингом, и закрытия Strikeforce, Кормье подписал контракт с UFC.
Дебют Кормье в UFC состоялся 20 апреля 2013 года на ивенте UFC on Fox: Henderson vs. Melendez против Фрэнка Мира. Дэниел доминировал над Фрэнком Миром на протяжении всех трёх раундов и выиграл единогласным решением судей.
После, Кормье победил по очкам Роя Нельсона и принял решение перейти в полутяжёлый вес. В этой весовой категории Дэниел одержал 2 уверенные победы подряд, и удостоился биться за звание чемпиона UFC в полутяжёлом весе против Джона Джонса. Кормье не смог противостоять оппоненту и проиграл единогласным решением судей.

#### Титул чемпиона в полутяжелом весе
Вскоре, 23 мая на UFC 187 Кормье заменил Джона Джонса, который был лишён своего пояса из-за проблем с законом, в бою против Энтони Джонсона за вакантный титул чемпиона UFC в полутяжёлом весе. В бою против Энтони Дэниел доминировал все 3 раунда, за счет контроля в партере, но Кормье выиграл этот бой благодаря удушающему приёму в 3 раунде поединка.
В октябре 2015 провёл успешную защиту своего чемпионского пояса против шведа Александра Густафссона.
10 июля 2016 года в рамках UFC 200. Кормье должен был провести реванш с экс-чемпионом UFC в полутяжелом весе Джоном Джонсом, однако допинг-проба Джонса дала положительный результат и Джонс был заменен на Андерсона Силву. Кормье победил единогласным решением судей.
Реванш с Энтони Джонсоном должен был состоятся в декабре 2016 года на турнире UFC 206, но 25 ноября 2016 года Кормье снялся с боя из-за травмы. Бой был перенес на 8 апреля 2017 и состоялся на турнире UFC 210. Кормье выиграл бой во втором раунде удушающим приемом сзади.
Реванш с Джоном Джонсом был ещё раз запланирован и состоялся 29 июля 2017 года на турнире UFC 214. Кормье удачно смотрелся в первых двух раундах. На протяжении боя Джонс наносил многочисленные лоу-кики (удары ногой по ноге), тем самым отвлекая Кормье от своей главной заготовки в рамках плана на бой — внезапного хай-кика (ударом ногой в голову) в третьем раунде, от которого потрясенный Кормье потерял равновесие и с трудом удерживался на ногах. После удара Джонс повторно атаковал Кормье ногой в корпус и ударом рукой в голову, после чего Кормье свалился на канвас. Многочисленными ударами в голову Джонс добил Кормье, отправив того в нокаут. Таким образом, Джонс одержал победу нокаутом в третьем раунде боя, а Кормье утратил титул чемпиона UFC. 22 августа было объявлено что Джонс провалил допинг-тест, который был взят после взвешивания. Говорится что в крови Джонса был найден туринабол, что является анаболическим стероидом. Джонс был временно отстранен, пока не пройдут все судебные процессы. 13 сентября USADA подтвердила, что проба «Б» дала положительный результат на туринабол, в результате чего CSAC изменила статус боя на «не состоялся» и Кормье был возвращен пояс чемпиона. Вместе с тем, в процессе дальнейшего расследования USADA было доказано, что допинг попал в кровь Джонса случайно (в результате употребления загрязненной пищевой добавки), Джонс не принимал допинг намеренно, в связи с чем срок отстранения Джонса был сокращен. 18 сентября Кормье заявил изданию tmz, что открыт для третьего боя с Джонсом, после того как закончится его отстранение.
Кормье встретился с Волканам Оздемиром 20 января 2018 года на турнире UFC 220. Кормье выиграл у Оздемира во втором раунде техническим нокаутом после доминирования на протяжении всего боя. За бой Кормье получил премию «Выступление вечера».

#### Титул чемпиона в тяжелом весе
Завоевал титул чемпиона в тяжелом весе на UFC 226 в бою против Стипе Миочича, отправив его в нокаут в первом раунде.
В начале поединка Дэниел отдавал пространство Миочичу, отступая назад. Стипе шёл вперёд, иногда пропуская фирменные апперкоты от Кормье, но при этом контролировал своего соперника. К концу первого раунда бойцы обменялись довольно большим количеством ударов и Дэниел стал понемногу перехватывать инициативу. От ударов у Миочича появилось рассечение под правым глазом. После очередного обмена Кормье нанёс сильный правый боковой, Стипе Миочич упал на настил, где Дэниел его тут же добил.
Таким образом, Дэниел Кормье стал чемпионом UFC сразу в двух весовых категориях — в полутяжёлом и тяжёлом весе.
3 ноября 2018 г, на UFC 230 Кормье вышел на защиту пояса в тяжёлом весе против Деррика Льюиса.
Во 2 раунде, после доминации, Корьме провёл удушающий приём и заставил Льюиса сдаться. Таким образом Корьме провёл первую защиту пояса в тяжёлом весе.
В связи с нежеланием Кормье защищать титул чемпиона UFC в полутяжелой весовой категории, пояс был разыгран 30 декабря 2018 на турнире UFC 232 между отбывшим свое отстранение Джоном Джонсом и Александром Густафссоном. Джонс победил Густафссона техническим нокаутом в третьем раунде и вернул себе пояс чемпиона в полутяжелом весе. Таким образом, Кормье утратил титул чемпиона UFC в полутяжелой весовой категории.
17 августа 2019 на турнире UFC 241 состоялся реванш между Кормье и Миочичем. В первом раунде Кормье провел тейкдаун и перевел Миочича на землю, однако, не смог нанести значительный ущерб оппоненту до конца раунда. На протяжении первых 3 раундов бойцы обменивались многочисленными ударами в стойке, в чем Кормье на всеобщее удивление выглядел лучше. В 4 раунде Миочич начал реализовывать достаточно неожиданную для Кормье тактику — систематическое нанесение апперкотов по печени. Нанеся множество таких ударов, Миочич внезапно переключился на голову Кормье и нанес два плотных удара в челюсть, от которых потрясенный Кормье потерял равновесие и был прижат к сетке. Миочич добил в лицо падающего Кормье, отправив того в нокаут. В результате боя Миочич одержал победу нокаутом в четвертом раунде боя и вернул себе титул чемпиона UFC в тяжелом весе. Таким образом, Кормье утратил титул чемпиона UFC в тяжелой весовой категории.
16 августа 2020 на турнире UFC 252 состоялось трилогия между Кормье и Миочичем. Поединок бойцы начали неспешно, но вскоре начали размениваться многочисленными ударами в стойке. В 1 раунде Кормье смог провести тейкдаун, но Миочич довольно быстро встал на ноги. На протяжении 2-3 раунда бойцы то и дело сотрясали друг друга. К 4 раунду Кормье перестал видеть левым глазом от тычка со стороны Стипе Миочича. К 5 раунду оба бойца прилично рисковали, но Миочич имел преимущество в мощи своих ударов. Судьи присудили единогласную победу Миочича, таким образом Миочич защитил свой чемпионский титул и свел трилогию к счету 2-1. После боя Дэниел Кормье завершил карьеру профессионального бойца UFC.

### UFCpay-per-views
| Дата               | Главное событие        | Турнир  | Продажи | Зрители |
| ------------------ | ---------------------- | ------- | ------- | ------- |
| 3 января 2015 года | Jones vs. Cormier      | UFC 182 | 800,000 | 11,575  |
| 23 мая 2015 года   | Johnson vs. Cormier    | UFC 187 | 375,000 | 12,615  |
| 3 апреля 2015 года | Cormier vs. Gustafsson | UFC 192 | 250,000 | 14,622  |
| 8 апреля 2017 года | Cormier vs. Johnson 2  | UFC 210 | 300,000 | 17,110  |
| 29 июля 2017 года  | Cormier vs. Jones 2    | UFC 214 | 860,000 | 16,610  |

## Стиль ведения поединка
Уже с первых боёв, которые Кормье выигрывал в закрытой ныне организации Strikeforce, было видно, что он имеет огромные перспективы в MMA карьере.
В своих поединках Кормье всегда делает ставку на свою чистую боксёрскую технику, практически не используя удары ногами, изредка «выстреливая» ногами в средний уровень. При этом, обладая и сильной борцовской школой в виде вольной борьбы и бразильского джиу джитсу, Кормье становится неуязвим для любых попыток провести тейкдауны, броски и так далее. В итоге любые попытки противников навязать Кормье борьбу оканчивались неудачей. Кормье не любит драться в партере и бороться в партере. Он демонстративно отходит от противника, позволяя ему встать и продолжает методично работать боксёрскими сериями, при этом реакция и техника у Кормье практически безупречны.
Только в пяти поединках — с Деном Хендерсоном, Тони Джонсоном, Энтони Джонсоном (дважды) и Дэрриком Льюисом — он провёл удушающие приёмы, а именно удушение сзади. В остальных его победа достигалась именно ударами.
Всё это говорит о том, что Кормье придерживается тактики бокса в поединках, с блокированием любых борцовских действий и лишь в чрезвычайных ситуациях ввязывается в борьбу. Также Кормье не пробует унижать перед боем соперника, вежлив на взвешиваниях и совместных фото. Во время поединка ведёт себя выдержанно, позволяет противнику встать на ноги, демонстративно держа перед этим дистанцию, а когда одерживает победу, не выражает излишней радости.

## Титулы и достижения

### Смешанные единоборства
- Ultimate Fighting Championship
  - Чемпион UFC в полутяжёлом весе (один раз)
  - Чемпион UFC в тяжёлом весе (один раз)
  - Три успешные защиты титула в полутяжёлом весе.
  - Одна успешная защита титула в тяжелом весе.
  - Обладатель премии «Выступление вечера» (три раза) против Энтони Джонсона, Волкана Оздемира и Стипе Миочича[24][32][33]
  - Обладатель премии «Лучший бой вечера» (два раза) против Джона Джонса, Александра Густафссона[34][35]
- Strikeforce
  - Победитель Гран-При Strikeforce в тяжёлом весе
- King of the Cage
  - Чемпион KOTC в тяжёлом весе[англ.] (один раз)
- Xtreme MMA
  - Чемпион XMMA в тяжёлом весе (один раз)
  - Одна успешная защита титула
- Sherdog
  - 2014 Beatdown of the Year против Дэна Хендерсона, на UFC 173[36].
  - 2014 All-Violence 3rd Team[37].
- ESPS
  - Апсет месяца (2011) против Антониу Силва.
- MMAjunkie.com[англ.]
  - Лучший бой месяца (январь 2015) против Джона Джонса[38]
  - Лучший бой месяца (октябрь 2015) против Александра Густафссона[39].

## Статистика
| Боёв 26         | Побед 22 | Поражений 3 |
| --------------- | -------- | ----------- |
| Нокаутом        | 8        | 1           |
| Сдачей          | 7        | 0           |
| Решением        | 7        | 2           |
| Не состоявшихся | 1        | 1           |

| Результат    | Рекорд   | Соперник             | Способ                  | Турнир                                          | Дата             | Раунд | Время | Место              | Примечание |
| ------------ | -------- | -------------------- | ----------------------- | ----------------------------------------------- | ---------------- | ----- | ----- | ------------------ | --- |
| Поражение    | 22-3 (1) | Стипе Миочич         | Единогласное решение    | UFC 252                                         | 15 августа 2020  | 5     | 5:00  | Лас-Вегас, США     | Бой за титул чемпиона UFC в тяжёлом весе. После боя объявил о завершении карьеры.                                                               |
| Поражение    | 22-2 (1) | Стипе Миочич         | TKO (удары)             | UFC 241                                         | 17 августа 2019  | 4     | 4:09  | Калифорния, США    | Утратил титул чемпиона UFC в тяжёлом весе. |
| Победа       | 22-1 (1) | Деррик Льюис         | Удушающий приём (сзади) | UFC 230                                         | 3 ноября 2018    | 2     | 2:14  | Нью-Йорк, США      | Защитил титул чемпиона UFC (1) в тяжёлом весе.                                                                                                  |
| Победа       | 21-1 (1) | Стипе Миочич         | KO (удары)              | UFC 226                                         | 7 июля 2018      | 1     | 4:33  | Лас-Вегас, США     | Завоевал титул чемпиона UFC в тяжёлом весе. Выступление вечера. Стал чемпионом в двух весовых категориях одновременно.                          |
| Победа       | 20-1 (1) | Волкан Оздемир       | ТKO (удары)             | UFC 220                                         | 20 января 2018   | 2     | 2:00  | Бостон, США        | Защитил титул чемпиона UFC (3) в полутяжёлом весе. Выступление вечера.                                                                          |
| Не состоялся | 19-1 (1) | Джон Джонс           | NC (аннулирование)      | UFC 214                                         | 29 июля 2017     | 3     | 3:01  | Анахайм, США       | Первоначально победа Джонса техническим нокаутом, позже бой признан несостоявшимся из-за провала Джонсом допинг-теста. Сохранил титул чемпиона. |
| Победа       | 19-1     | Энтони Джонсон       | Удушающий приём (сзади) | UFC 210                                         | 8 апреля 2017    | 2     | 3:37  | Буффало, США       | Защитил титул чемпиона UFC (2) в полутяжёлом весе.                                                                                              |
| Победа       | 18-1     | Андерсон Силва       | Единогласное решение    | UFC 200                                         | 9 июля 2016      | 3     | 5:00  | Лас-Вегас, США     | |
| Победа       | 17-1     | Александр Густафссон | Раздельное решение      | UFC 192                                         | 3 октября 2015   | 5     | 5:00  | Хьюстон, США       | Защитил титул чемпиона UFC (1) в полутяжёлом весе. Лучший бой вечера.                                                                           |
| Победа       | 16-1     | Энтони Джонсон       | Удушающий приём (сзади) | UFC 187                                         | 23 мая 2015      | 3     | 2:39  | Лас-Вегас, США     | Завоевал вакантный титул чемпиона UFC в полутяжёлом весе. Выступление вечера.                                                                   |
| Поражение    | 15-1     | Джон Джонс           | Единогласное решение    | UFC 182                                         | 3 января 2015    | 5     | 5:00  | Лас-Вегас, США     | Бой за титул чемпиона UFC в полутяжёлом весе. Лучший бой вечера.                                                                                |
| Победа       | 15-0     | Дэн Хендерсон        | Удушающий приём (сзади) | UFC 173                                         | 24 мая 2014      | 3     | 3:53  | Лас-Вегас, США     | |
| Победа       | 14-0     | Патрик Камминз       | ТKO (удары)             | UFC 170                                         | 22 февраля 2014  | 1     | 1:19  | Лас-Вегас, США     | Дебют в полутяжёлом весе. |
| Победа       | 13-0     | Рой Нельсон          | Единогласное решение    | UFC 166                                         | 19 октября 2013  | 3     | 5:00  | Хьюстон, США       | |
| Победа       | 12-0     | Фрэнк Мир            | Единогласное решение    | UFC on Fox: Henderson vs. Melendez              | 20 апреля 2013   | 3     | 5:00  | Сан-Хосе, США      | |
| Победа       | 11-0     | Дион Старинг         | TKO (удары)             | Strikeforce: Marquardt vs. Saffiedine           | 12 января 2013   | 2     | 4:02  | Оклахома-Сити, США | |
| Победа       | 10-0     | Джош Барнетт         | Единогласное решение    | Strikeforce: Barnett vs. Cormier                | 19 мая 2012      | 5     | 5:00  | Сан-Хосе, США      | Победитель Гран-При Strikeforce в тяжёлом весе.                                                                                                 |
| Победа       | 9-0      | Антониу Силва        | KO (удары)              | Strikeforce: Barnett vs. Kharitonov             | 10 сентября 2011 | 1     | 3:56  | Цинциннати, США    | Заменил Алистара Оверима в полуфинале Гран-При Strikeforce в тяжёлом весе.                                                                      |
| Победа       | 8-0      | Джефф Монсон         | Единогласное решение    | Strikeforce: Overeem vs. Werdum                 | 18 июня 2011     | 3     | 5:00  | Даллас, США        | Резервный бой Гран-При Strikeforce в тяжёлом весе.                                                                                              |
| Победа       | 7-0      | Девин Коул           | Единогласное решение    | Strikeforce Challengers: Woodley vs. Saffiedine | 7 января 2011    | 3     | 5:00  | Нашвилл, США       | |
| Победа       | 6-0      | Соа Палелеи          | TKO (сдача от ударов)   | XMMA 3                                          | 5 ноября 2010    | 1     | 2:23  | Сидней, Австралия  | Защитил титул чемпиона XMMA в тяжёлом весе. |
| Победа       | 5-0      | Джейсон Райли        | TKO (сдача от ударов)   | Strikeforce: Houston                            | 21 августа 2010  | 1     | 1:02  | Хьюстон, США       | |
| Победа       | 4-0      | Тони Джонсон         | Удушающий приём (сзади) | KOTC: Imminent Danger                           | 13 августа 2010  | 1     | 2:27  | Мескалеро, США     | Завоевал титул чемпиона KOTC в тяжёлом весе. |
| Победа       | 3-0      | Лукас Браун          | ТKO (удары)             | XMMA 2                                          | 31 июля 2010     | 1     | 4:35  | Сидней, Австралия  | Завоевал титул чемпиона XMMA в тяжёлом весе. |
| Победа       | 2-0      | Джон Дивайн          | KO (удар)               | Strikeforce Challengers: Johnson vs. Mahe       | 26 марта 2010    | 1     | 1:19  | Фресно, США        | |
| Победа       | 1-0      | Гари Фрейзер         | ТKO (удары)             | Strikeforce Challengers: Kennedy vs. Cummings   | 25 сентября 2009 | 2     | 3:39  | Биксби, США        | |